# Semenawi Bahri National Park
Semenawi Bahri National Park  ist einer der beiden Nationalparks Eritreas und liegt nordöstlich der Hauptstadt Asmara in der Region Semienawi Kayih Bahri (Region des nördlichen Roten Meeres) an der Grenze zur Region Anseba. Dieses Gebiet zählt zu den schönsten Landschaften im nördlichen Afrika. Die Region wird besonders durch eine 20 Kilometer lange Gebirgskette geprägt, die zwischen 900 und 2400 m hoch ist (Dur Ashava, ⊙).
Der Nationalpark ist kaum erschlossen und wird nur selten von Touristen besucht. Es gibt Informationszentren in Meguo, Medhanit und Sabur.